# Dave Bautista
David Michael Bautista, meglio conosciuto come Dave Bautista (Washington, 18 gennaio 1969), è un attore ed ex wrestler statunitense, noto per i suoi trascorsi in WWE tra il 2002 e il 2010 e, di nuovo, nel 2014 e nel 2019, dove si esibiva con il ring name Batista.
È un sei volte campione del mondo, avendo detenuto quattro volte il World Heavyweight Championship e due volte il WWE Championship; ha inoltre vinto tre volte il World Tag Team Championship (due volte con Ric Flair e una volta con John Cena) e una volta il WWE Tag Team Championship (con Rey Mysterio), oltre a due edizioni diverse della Royal Rumble (edizione 2005 e edizione 2014). Il suo primo regno da World Heavyweight Champion, durato 282 giorni (dal 3 aprile 2005 al 13 gennaio 2006), è il più lungo nella storia del titolo.
Nel 2010, dopo aver lasciato la WWE, ha iniziato la carriera attoriale, ed è apparso in diversi film direct-to-video. Nel 2012 interpreta il primo ruolo cinematografico nel film L'uomo con i pugni di ferro. Successivamente recita in grandi produzioni cinematografiche tra cui Guardiani della Galassia (2014), Spectre (2015), Blade Runner 2049 (2017), Guardiani della Galassia Vol. 2 (2017), Avengers: Infinity War (2018), Avengers: Endgame (2019), Dune (2021) e Guardiani della Galassia Vol. 3 (2023).

## Biografia
È figlio di Donna Raye (nata Mullins) e del parrucchiere David Michael Bautista. La madre è di origine greca, mentre il padre è figlio di immigrati filippini. Il nonno paterno ha prestato servizio nell'esercito filippino, ha lavorato come tassista e barbiere e ha svolto altri lavori per mantenere la famiglia. Ha raccontato di aver vissuto in povertà, e di aver avuto una infanzia difficile.
Ha svolto la professione di buttafuori in un locale notturno fino a quando non è stato arrestato dopo una rissa che ha provocato il ferimento di due avventori, uno dei quali è stato reso incosciente. Dopo un processo, è stato condannato a un anno di libertà vigilata. Ha anche lavorato come bagnino, prima di intraprendere una carriera nel bodybuilding, a cui attribuisce il merito di avergli salvato la vita. Ha dichiarato di aver deciso di cambiare vita e diventare un wrestler dopo aver avuto un crollo per la vergogna provata dopo aver chiesto a un collega di prestargli dei soldi per poter comprare i regali di Natale per i suoi figli.
Ha sposato la sua prima moglie, Glenda, nel 1990. Insieme hanno avuto due figlie: Keilani, nata nel 1990, e Athena, nata nel 1992. I due hanno divorziato nel 1998. Si è unito in matrimonio con la sua seconda moglie, Angie, il 13 ottobre 1998. I due hanno un figlio, Oliver, e hanno divorziato nel 2006. È divenuto nonno di due nipoti, figli di Keilani, prima dei 40 anni. Nell'ottobre 2015 ha sposato la ballerina di pole dance Sarah Jade, dalla quale si è separato all'inizio del 2019.
È un sostenitore dei diritti delle persone LGBTIQ+ e portavoce delle istanze della comunità, grazie anche a sua madre lesbica. Nel giugno del 2022, l'attore ha postato una foto su Instagram in cui indossava una maglietta con un arcobaleno con la scritta Be You. Ha sostenuto Bernie Sanders alle primarie presidenziali del Partito Democratico del 2020. Ha appoggiato Joe Biden alle elezioni presidenziali degli Stati Uniti del 2020, ed è apparso in uno spot per la sua campagna presidenziale.
Ha numerosi tatuaggi, tra cui un grande drago sulla schiena, una scritta kanji rossa sul bicipite superiore sinistro con la scritta "Angel" (in omaggio a Angie), una firma sul bicipite superiore destro e un piccolo sole sull'addome che circonda l'ombelico. Ha anche un tatuaggio sul braccio con le bandiere della Grecia e delle Filippine. Nel 2009, durante un periodo di riposo per infortunio, si è fatto ricoprire entrambe le braccia da grandi tatuaggi in stile tribale e si è fatto aggiungere la frase "DC soldier" sul bicipite destro. Ha cancellato, coprendolo, un tatuaggio dedicato a un amico, con cui ha interrotto i rapporti quando questo ha espresso dichiarazioni contro gli omosessuali e si è rivelato un omofobo estremista.

## Carriera

### World Xtreme Wrestling (1999–2000)
L'incontro con Curt Hennig e Road Warrior Animal a un raduno di culturisti gli aprì la strada nel mondo del wrestling. Su loro consiglio, fece un provino presso la World Championship Wrestling, ma venne scartato. Batista non si diede per vinto e riuscì a entrare nella scuola di wrestling di Afa Anoa'i, esordendo nella World Xtreme Wrestling con il ring name Kahn.

### Ohio Valley Wrestling (2000–2002)
Qualche anno dopo siglò un contratto di sviluppo con la World Wrestling Federation, che lo spostò nella Ohio Valley Wrestling per affinare tecnica e capacità al microfono. Assunse il ring name Leviathan ed entrò a far parte della stable dei Disciples of Synn, in un periodo nel quale rimase imbattuto fino a una sconfitta contro Kane all'evento Christmas Chaos, sconfitta propiziata anche dall'intervento di Steve Austin. Sotto la guida di Synn riuscì a conquistare l'OVW Heavyweight Championship sconfiggendo Doug Basham. Il regno di campione durò poco meno di tre mesi, poiché nel febbraio 2002 fu sconfitto da The Prototype.

### World Wrestling Federation/Entertainment

#### Storyline con Reverend D-Von (2002–2003)
Con la Brand extension del 2002, fu assegnato al roster di SmackDown!, dove esordì il 9 maggio, affiancando Reverend D-Von, con la gimmick di un sacrestano di nome Deacon Batista. Il suo debutto sul ring avvenne il 27 giugno seguente, quando, in coppia con Reverend D-Von sconfisse Faarooq e Randy Orton. Nelle settimane successive Orton cercò di sconfiggere Batista e Reverend D-Von insieme a vari tag team partner, senza successo. Batista subì la sua prima sconfitta l'8 agosto contro Rikishi, dopo essere stato accidentalmente colpito da D-Von con un pugno. Da quel momento incominciarono dei dissapori tra i due, che portarono alla loro separazione e al successivo approdo di Batista nel roster di Raw, dove si alleò con Ric Flair e assunse il ring name Dave Batista, dopo qualche settimana abbreviato in Batista. In quel periodo ebbe una breve faida con Kane, che lo portò all'esordio in pay-per-view ad Armageddon, il 15 dicembre 2002, dove vinse grazie all'aiuto di Flair.

#### Evolution (2003–2005)
Nel gennaio del 2003 entrò a far parte dell'Evolution, stable guidata da Triple H e nella quale militavano anche Ric Flair e Randy Orton. Successivamente, dopo aver combattuto un evento dal vivo, subì un susseguirsi di infortuni al bicipite che lo costrinsero ad assentarsi per gran parte dell'anno. Tornò il 20 ottobre a Raw, interferendo nel match tra Goldberg e Shawn Michaels. Il 14 dicembre ad Armageddon, Batista a Ric Flair vinsero il World Tag Team Championship, mentre Triple H e Randy Orton vinsero rispettivamente il World Heavyweight Championship e l'Intercontinental Championship. Persero il titolo due mesi dopo in un match contro Booker T e Rob Van Dam il 16 febbraio a Raw. Il 22 marzo a Raw, riconquistarono il titolo sconfiggendo Booker T e Rob Van Dam per poi perderlo contro Edge e Chris Benoit il 19 aprile.
Verso la fine dell'anno, il suo rapporto con Triple H incominciò gradualmente a deteriorarsi; nei sei mesi successivi le occasioni di scontro tra i due wrestler furono sempre più frequenti e, parallelamente, Batista cominciò a ricevere consensi positivi da parte del pubblico. All'inizio del 2005, Triple H si rese conto che Batista potesse essere un pericolo per il World Heavyweight Championship, suggerendogli di non partecipare alla Royal Rumble; Batista vinse la contesa acquisendo il diritto di sfidare il campione mondiale di uno dei due roster nel main event di WrestleMania 21.
Nel frattempo Triple H, cercò di spingere il suo protetto a passare a SmackDown! per sfidare l'allora WWE Champion John "Bradshaw" Layfield e John Cena in un triple threat match. Triple H giustificò tale richiesta spiegando che in questo modo l'Evolution sarebbe riuscita a controllare l'intera WWE. Inizialmente Batista sembrò prendere in seria considerazione l'idea del suo leader, tanto che presenziò nello show blu in diverse occasioni per incutere timore nei confronti di JBL, ma nella puntata di Raw del 21 febbraio, al momento della firma per il passaggio a SmackDown!, si voltò verso Triple H e gli fece il gesto del pollice in alto, salvo immediatamente cambiare il gesto in quello del pollice verso; decise quindi di rimanere a Raw e, completando il suo turn face, attaccò Triple H con una Batista Bomb su un tavolo.

#### World Heavyweight Champion e varie faide (2005–2007)

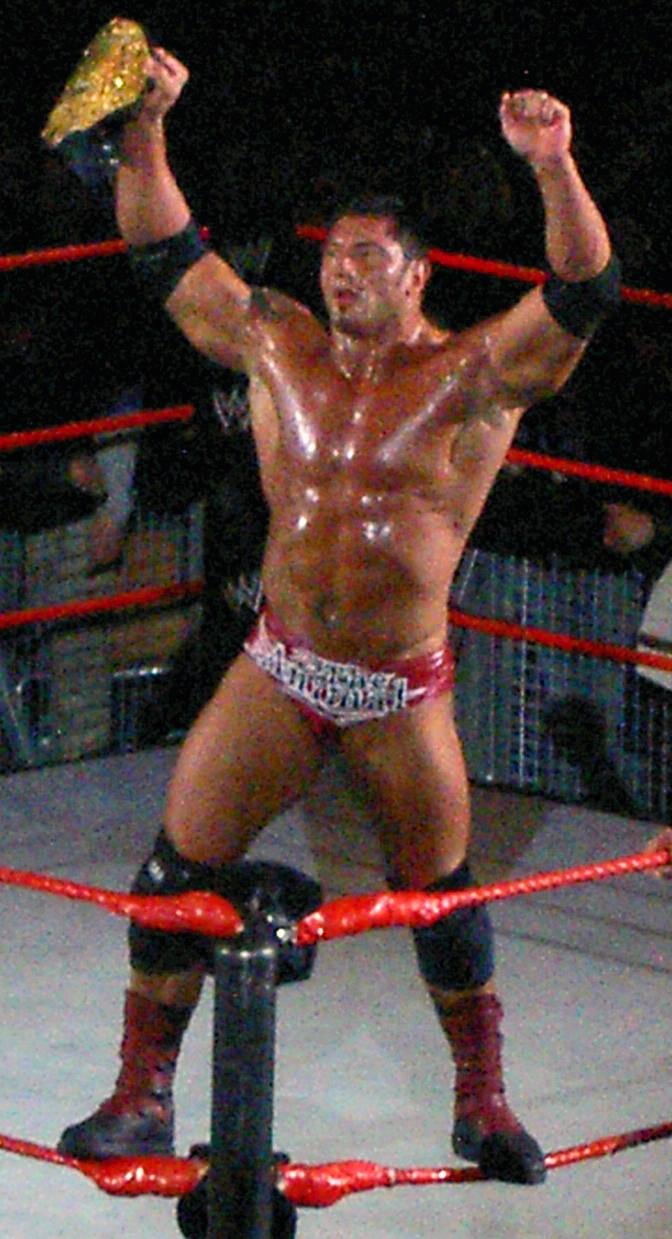
Batista nel 2005

Il 3 aprile 2005, a WrestleMania 21, Batista conquistò per la prima volta il World Heavyweight Championship, dopo un match all'ultimo sangue contro il suo ex mentore Triple H; da quel momento in poi incominciò a utilizzare il gesto del "pollice verso" prima di eseguire la Batista Bomb. Batista lottò di nuovo con Triple H a Backlash, mantenendo il titolo. Dopo aver difeso la cintura dall'assalto di Edge, sconfisse nuovamente Triple H in un Hell in a Cell a Vengeance. Il 30 giugno Batista lasciò il roster di Raw per passare a quello di SmackDown!, nell'ambito dell'ultimo trasferimento della Draft Lottery. Fece un'apparizione a sorpresa mentre JBL stava festeggiando la vittoria nel six-man elimination match che avrebbe dovuto incoronare il nuovo SmackDown! Champion (lo show era rimasto senza un titolo mondiale dopo il passaggio del WWE Champion, John Cena, a Raw). JBL e Batista si sfidarono il 24 luglio al pay-per-view The Great American Bash in un incontro vinto dal primo per squalifica. Il rematch si tenne il 21 agosto, a SummerSlam, in un No Holds Barred in cui Batista riuscì ad avere la meglio. La faida raggiunse il culmine durante la puntata di SmackDown! del 9 settembre: Batista difese con successo il titolo in un Texas Bullrope match. Subito dopo aver terminato con successo una breve rivalità con Eddie Guerrero (sconfitto in un match titolato a No Mercy), che ben presto si trasformò in un'alleanza, la WWE comunicò che Batista fu vittima di uno strappo a un muscolo della schiena (legit) durante la puntata di SmackDown! dell'11 novembre a causa di una doppia chokeslam da parte di Big Show e Kane. Inoltre i piani che prevedevano per Batista la difesa della cintura in un triple threat match contro Randy Orton ed Eddie Guerrero saltarono dopo l'improvvisa morte di quest'ultimo. Batista, insieme con gli altri wrestler della WWE, partecipò alle puntate speciali di SmackDown! e Raw dedicate alla memoria di Guerrero. Nella prima improvvisò tra le lacrime un toccante discorso in favore dell'amico scomparso.
Batista guidò il Team SmackDown! (Batista, Bobby Lashley, JBL, Randy Orton e Rey Mysterio) contro il Team Raw (Big Show, Carlito, Chris Masters, Kane e Shawn Michaels) in una faida interbrand tenutasi in vista delle Survivor Series. Nel 5-on-5 tag-team elimination match The Animal venne eliminato per terzo, ma la sua squadra riuscì comunque a ottenere la vittoria grazie allo schienamento decisivo di Randy Orton ai danni di Shawn Michaels. Dopo aver salvato Rey Mysterio dall'attacco dei World Tag Team Champions, Big Show e Kane, fu annunciato che Mysterio e Batista avrebbero affrontato i loro rivali ad Armageddon, pay-per-view esclusivo del roster di SmackDown!; a vincere furono però i due giganti. Durante la puntata di SmackDown! del 16 dicembre Batista e Rey Mysterio sconfissero gli MNM, conquistando i WWE Tag Team Championship in un match da loro dedicato a Eddie Guerrero. Tuttavia due settimane dopo, a SmackDown!, gli MNM sconfissero i campioni grazie all'aiuto del rientrante Mark Henry, riconquistando le cinture. I team si sfidarono di nuovo in uno steel cage match al quale prese parte anche Henry; Batista e Mysterio furono nuovamente sconfitti. I guai al tricipite sono sempre più importanti: lottando da infortunato, aggravò la sua situazione, tanto da arrivare a rendere vacante il titolo di campione il 10 gennaio 2006. Theodore Long, general manager di SmackDown!, decide di mettere in palio il titolo vacante in una Battle Royal a 20 uomini da disputarsi il giorno stesso. Al match parteciparono 19 wrestler di SmackDown! più Kurt Angle, transfuga da Raw; al termine del match, dopo aver eliminato come ultimo avversario Mark Henry, Angle divenne il nuovo campione del mondo.
Batista non è rimasto passivamente a guardare: è apparso infatti ai pay-per-wiew No Way Out e a WrestleMania 22 comunicando il suo rientro, previsto per la fine della primavera. Inoltre ha dichiarato che tenterà subito di riconquistare il titolo che, a suo dire, gli spetta di diritto. Il 7 luglio 2006 fa il suo ritorno sul ring dello "show blu" della WWE; attacca Mark Henry, colui che nel mese di gennaio aveva aggravato il suo infortunio costringendolo a operarsi. Theodore Long proclamerà per Great American Bash un match tra i due, obbligandoli tuttavia a partecipare a un "6 men tag-team match" a Saturday Night's Main Event. Bobby Lashley e Rey Mysterio sono gli uomini della squadra di Batista, Fit Finlay e King Booker completano quella di Henry. Vince la sfida il team face e Henry subisce un infortunio alla rotula. La settimana dopo, Batista proclama una "Open Challenge" per poter combattere all'evento: a questa sfida risponde Ken Kennedy che vincerà per squalifica. Dopo aver perso un'altra volta contro Mr. Kennedy per countout, lo affronta una terza volta, riuscendo a sconfiggerlo. Batista ha la possibilità di riconquistare il titolo del mondo, affrontando King Booker per il World Heavyweight Championship a SummerSlam 2006; Batista vince il match, ma non il titolo poiché l'incontro termina con la squalifica di King Booker. Ci riprova a No Mercy in un Fatal 4-way match a cui partecipavano anche Finlay e Bobby Lashley, oltre a Batista e King Booker, che riesce a mantenere ancora il titolo. Durante una puntata di SmackDown Batista sconfigge Finlay e Bobby Lashley in un Triple Threat match per la title shot alle Survivor Series. Il 26 novembre alle Survivor Series, Batista batte King Booker e vince il World Heavyweight Championship. Lo difende pochi giorni dopo a SmackDown! in un triple threat match contro King Booker e Finlay. Al pay-per-view di dicembre Armageddon, al fianco di John Cena, combatte in un tag team match contro Finlay e King Booker, vincendo. Qualche settimana dopo, il campione del mondo affronta il Cruiserweight Champion Gregory Helms, vincendo l'incontro.
Alla Royal Rumble, Batista combatte contro Ken Kennedy, vincitore ai danni di Chris Benoit in un "SmackDownǃ Sprint", un torneo al quale hanno preso anche parte King Booker, MVP, Kane, Brian Kendrick, Paul London, Tatanka, Jimmy Wang Yang, The Undertaker, The Miz e Chavo Guerrero; lo scopo del torneo era quello di battere l'avversario assegnato nel minor tempo possibile. Il match viene vinto da Batista, il quale conserva il titolo. Nel corso dello stesso pay-per-view The Undertaker vince il Royal Rumble match, guadagnandosi la possibilità di sfidare uno dei tre campioni della federazione a WrestleMania 23. La scelta ricade proprio su Batista, il quale dovrà quindi difendere il suo titolo dall'assalto del Deadman. Il cammino che porta al "Grandaddy of Them All" è però ancora lungo; una tappa intermedia è stata No Way Out, dove la coppia formata da Batista e The Undertaker ha affrontato John Cena e Shawn Michaels; nel corso di questo match Batista attacca Undertaker, dando ufficialmente il via alla rivalità tra i due. La faida continua per settimane nel corso di SmackDown! e di Raw e culmina nella sfida di WrestleMania; l'incontro vede uscire vincitore Undertaker, che vince il World Heavyweight Championship. I due si riaffrontano poi a Backlash in un Last Man Standing match che termina in parità. In seguito, Edge sconfisse The Undertaker al termine di uno steel cage match contro Batista sfruttando la valigetta vinta al Money in the Bank ladder match, conquistando il titolo. Edge e Batista si sfidarono a Judgment Day in un match vinto da The Animal per squalifica. Batista ha avuto un altro rematch, stavolta a One Night Stand: in uno steel cage match, in cui si è imposto Edge. A Vengeance, Edge ha sconfitto Batista in un "Last Chance match": perdendo, Batista non potrà più sfidare Edge fino a quando questi fosse rimasto campione. In seguito all'infortunio Edge, il general manager di SmackDown Theodore Long fu costretto a rendere la cintura di campione vacante e la stessa fu vinta da The Great Khali al termine di una battle royale a 20 uomini in cui Khali ha eliminato per ultimi Kane e Batista. Batista ha quindi sfidato Khali al Great American Bash, in un triple threat match in cui è stato coinvolto pure Kane, vinto da Khali. Ha ottenuto la sua rivincita a SummerSlam, ma vinse solo per squalifica, senza conquistare il titolo. Per decisione del General Manager Theodore Long sfidò Khali ad Unforgiven in un Triple Threat match al quale partecipò anche Rey Mysterio; a vincere il match fu proprio Batista, il quale conquistò per la terza volta il World Heavyweight Championship. La rivalità con Khali sfociò in un Punjabi prison match a No Mercy, vinto da Batista. A Cyber Sunday ha battuto The Undertaker in un match con arbitro speciale Steve Austin. Alle Survivor Series sconfisse nuovamente Undertaker, in Hell in a Cell match, grazie all'aiuto di Edge. A Armageddon perse il titolo in favore di Edge durante un triple threat match al quale prese parte anche The Undertaker.

#### Opportunità titolate (2007–2009)

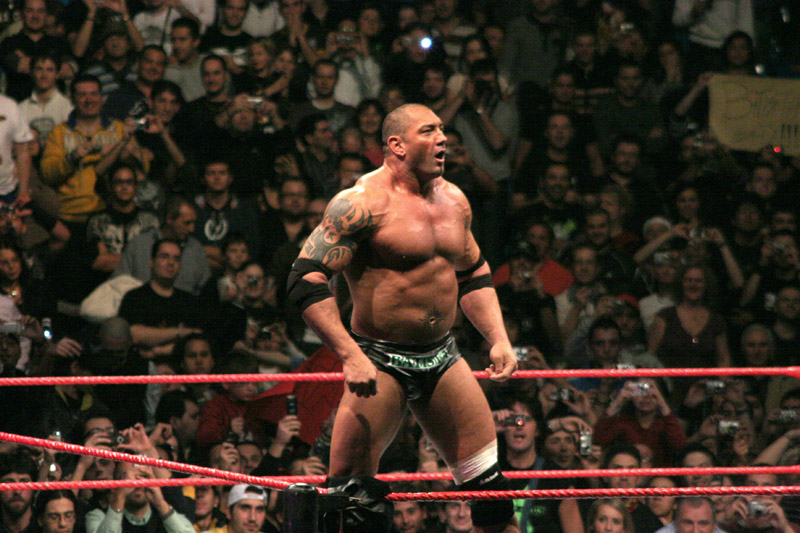
Batista nel 2008

Batista rimane a questo punto lontano dal giro del World Heavyweight Championship per un po' di tempo e inizia a prepararsi per la Royal Rumble 2008, dove Batista entra col numero 8 ed è tra gli ultimi wrestler rimasti, ma venne eliminato da Triple H quando sul quadrato erano rimasti solo questi due e John Cena. A WrestleMania XXIV batté Umaga in un match interpromozionale SmackDown! vs. Raw. Dopo WrestleMania, Batista inizia una faida con Shawn Michaels, che Batista ha accusato di aver costretto di proposito al ritiro il suo mentore Ric Flair. Ciò portò a un match a Backlash, dove Michaels vinse il match dopo aver simulato un infortunio. Gli strascichi di questo match danno vita a una faida tra Batista, Michaels e Jericho, che era l'arbitro speciale di quel match: Jericho accusa Michaels di aver simulato l'infortunio per vincere il match, mentre Michaels sostiene fermamente di essere infortunato seriamente al ginocchio. Dopo svariate settimane di accuse e smentite, Michaels ammette di avere per la prima volta in carriera barato per vincere un incontro e causa di ciò Batista giura vendetta; i due si sfidano a One Night Stand, Batista sconfigge Michaels in uno stretcher match. Dopo questa vittoria, Batista si focalizza nuovamente sul World Heavyweight Championship detenuto da Edge. Quest'ultimo, spalleggiato dalla Familia, composta da Vickie Guerrero (General Manager di SmackDown!), Chavo Guerrero, Bam Neely, Curt Hawkins e Zack Ryder, rende molto difficile la vita a Batista che comunque riesce ad assicurarsi un match titolato a Night of Champions.
Durante la puntata di Raw del 23 giugno 2008 Batista è stato il settimo wrestler ad effettuare un cambio di brand nell'ambito della Draft Lottery 2008, passando al roster rosso. A Night of Champions viene sconfitto da Edge grazie all'interferenza della Familia. Il giorno dopo a Raw si vendica attaccando Edge impegnato in un promo; immediatamente dopo, CM Punk sfrutta la title shot ottenuta vincendo il Money in the Bank Ladder match e sconfigge facilmente Edge, diventando il nuovo World Heavyweight Champion. Il 20 luglio 2008 a Great American Bash ha sfidato CM Punk in un match per il titolo, terminato con una doppia squalifica a causa dell'interferenza del Big Red Monster Kane. Nella puntata di Raw successiva al pay-per-view, vince per squalifica il re-match per il World Heavyweight Championship, a causa dell'interferenza di JBL. Durante la puntata di Raw del 4 agosto 2008 ha sconfitto, insieme a John Cena, i detentori del World Tag Team Championship Cody Rhodes e Ted DiBiase jr., conquistando le cinture di coppia. Il duo ha perso le cinture la settimana successiva a Raw in favore di Rhodes e DiBiase. A SummerSlam ha sconfitto John Cena. Ad Unforgiven prese parte al World Heavyweight Championship scramble match, ma a vincere l'incontro fu Chris Jericho.
A No Mercy, Batista ha sconfitto John "Bradshaw" Layfield e guadagnato un match contro il campione Chris Jericho a Cyber Sunday. Per stipulazione, i fan potevamo scegliere l'arbitro speciale tra Steve Austin, Shawn Michaels e Randy Orton. La scelta ricadde su Austin e a Cyber Sunday, Batista ha vinto per la quarta volta il World Heavyweight Championship. Per l'animale si è trattato però di un regno molto corto, infatti il lunedì della settimana successiva viene sconfitto da Chris Jericho in uno steel cage match e perde il titolo.
Successivamente iniziò una faida con Randy Orton, per determinare il miglior giovane della vecchia stable Evolution, che portò ad un Survivor Series Elimination match, alle Survivor Series 2008, tra il team Batista (Batista, CM Punk, R-Truth, Kofi Kingston, Matt Hardy) e il team Orton (Randy Orton, Cody Rhodes, Shelton Benjamin, William Regal, Mark Henry), vinto da quest'ultimo. La resa dei conti in un incontro singolo fu ad Armageddon, dove Batista vinse. La notte successiva a Raw, Batista viene colpito dal Punt Kick di Orton che lo infortuna e gli impedisce di partecipare ad un nuovo torneo per determinare il primo sfidante al World Championship detenuto da John Cena. L'infortunio è servito come espediente, per tenere lontano Batista dalle scene, in quanto necessitava di un intervento chirurgico per sanare una lesione ad un tendine.

#### WWE Champion (2009–2010)
Nella puntata di Raw del 6 aprile 2009, Batista è tornato difendendo Triple H, Vince McMahon e Shane McMahon dalla Legacy, composta dal suo vecchio rivale Randy Orton, Ted DiBiase, Jr. e Cody Rhodes. Batista partecipa al six-man tag team match che si tiene al pay-per-view Backlash assieme a Triple H e Shane contro la Legacy, con in palio il WWE Championship di Triple H; la squadra vincitrice darà il titolo ai propri capitani, Triple H e Randy Orton. Durante il match, Batista tenta di colpire Rhodes con una sedia, ma Triple H cerca di fermarlo, pena la perdita del titolo, infatti secondo stipulazione se uno del team di HHH fosse stato squalificato, Orton avrebbe vinto il titolo. Questa distrazione costerà cara a Triple H, che verrà colpito dalle due tecniche finali dell'avversario, la RKO e dal calcio leggendario e successivamente verrà schienato. La notte seguente a Raw, Batista diventa il primo sfidante al WWE Championship sconfiggendo Big Show. A Judgement Day, però, non è riuscito a vincere il titolo; Randy Orton si è fatto volontariamente squalificare colpendo l'arbitro. Dopo il match, Ric Flair è intervenuto in soccorso di Batista, salvandolo da un attacco della Legacy. A Extreme Rules, Batista è riuscito finalmente a conquistare il WWE Championship contro Orton, in uno steel cage match. La sera successiva a Raw, Batista viene attaccato dalla Legacy e costretto a lasciare l'arena in ambulanza. Il giorno dopo, il sito della WWE rilascia un comunicato in cui viene rivelato che Batista starà fuori per quattro mesi. Di conseguenza il WWE Championship viene dichiarato vacante.
Batista è tornato a Raw il 14 settembre e ha affermato di non essere tornato per ritirarsi, bensì per spostarsi a SmackDown; nella stessa sera avrebbe sconfitto Orton in un No Holds Barred match per porre fine alla loro faida. Tornato a SmackDown, Batista ha sconfitto gli Unified Tag Team Champions, i Jeri-Show, in match singoli. Queste due vittorie sono culminate in un tag team match titolato con il suo partner Rey Mysterio nel pay-per-view Hell in a Cell, dove i Jeri-Show hanno vinto. Nello stesso mese a WWE Bragging Rights, Batista non è riuscito a vincere il World Heavyweight Championship in un Fatal Four-Way match che includeva CM Punk, Rey Mysterio e il campione e vincitore Undertaker; durante il match, Mysterio fermò uno schienamento di Batista su Undertaker e al termine del match ha effettuato un turn heel attaccando selvaggiamente Mysterio. I due si sono affrontati il 22 novembre alle Survivor Series, dove Batista ha vinto per K.O. tecnico dopo l'esecuzione di tre Batista Bomb sul lottatore di San Diego. Batista ha sconfitto Mysterio nuovamente in uno Street Fight match nella puntata di SmackDown dell'11 dicembre. Poche settimane dopo, Batista ha perso contro Mysterio in un match per il primo sfidante al World Heavyweight Championship; il match per il titolo di Mysterio contro Undertaker si è conclusa in un no-contest dopo l'interferenza di Batista. Il 13 dicembre a TLC, Batista ha inizialmente sconfitto Undertaker per il World Heavyweight Championship in un Chairs match, colpendo illegalmente il deadman alle parti basse ed approfittando di una distrazione dell'arbitro Charles Robinson; il General Manager di SmackDown, Theodore Long, intervenne al fine di riavviare il match, con Undertaker che schienò Batista e conservò il titolo.
Batista poi venne coinvolto nella rivalità tra il chairman della WWE Vince McMahon e Bret Hart nel febbraio 2010, assistendo McMahon in un attacco a Hart; John Cena ha tentato di salvare Hart, ma è finito per essere assalito da Batista. Il 21 febbraio a Elimination Chamber, come ricompensa a Batista per aver attaccato Hart, McMahon gli ha permesso di affrontare Cena per il WWE Championship subito dopo che Cena ha vinto il titolo in un Elimination Chamber match. Batista ha vinto il match e il suo secondo WWE Championship, che ha fatto tornare Batista a Raw. Il 28 marzo a WrestleMania XXVI Batista ha perso il WWE Championship contro John Cena in un rematch, terminando il suo regno a 35 giorni. Batista ha ricevuto il suo rematch per il titolo in un Last Man Standing match, il 25 aprile a Extreme Rules, ma è stato sconfitto da Cena dopo che Cena ha avvolto le sue gambe attorno ad un paletto, impedendogli di alzarsi. Batista e Cena si sono affrontati ancora una volta per il WWE Championship, il 23 maggio a Over the Limit, ma non è riuscito ancora una volta a riconquistare il titolo di Cena in un "I Quit" match. La notte seguente a Raw, Batista ha aperto lo show su una sedia a rotelle e ha sostenuto che avrebbe perseguito un'azione legale contro Cena e la WWE per le ferite riportate. Il suo promo è stato interrotto dal nuovo General Manager di Raw Bret Hart, che gli ha chiesto di affrontare Randy Orton per qualificarsi per una nuova opportunità al WWE Championship contro Cena al nuovo pay-per-view Fatal 4-Way; Batista ha rifiutato e ha abbandonato la compagnia dopo che Hart ha nominato Orton come vincitore a tavolino (kayfabe). Il suo profilo è stato successivamente spostato alla pagina alumni di WWE.com. In seguito ha detto in un'intervista che ha lasciato la WWE perché non gli piaceva la direzione che la compagnia stava prendendo e che non sarebbe tornato per un po' (legit).

#### Ritorno (2014)

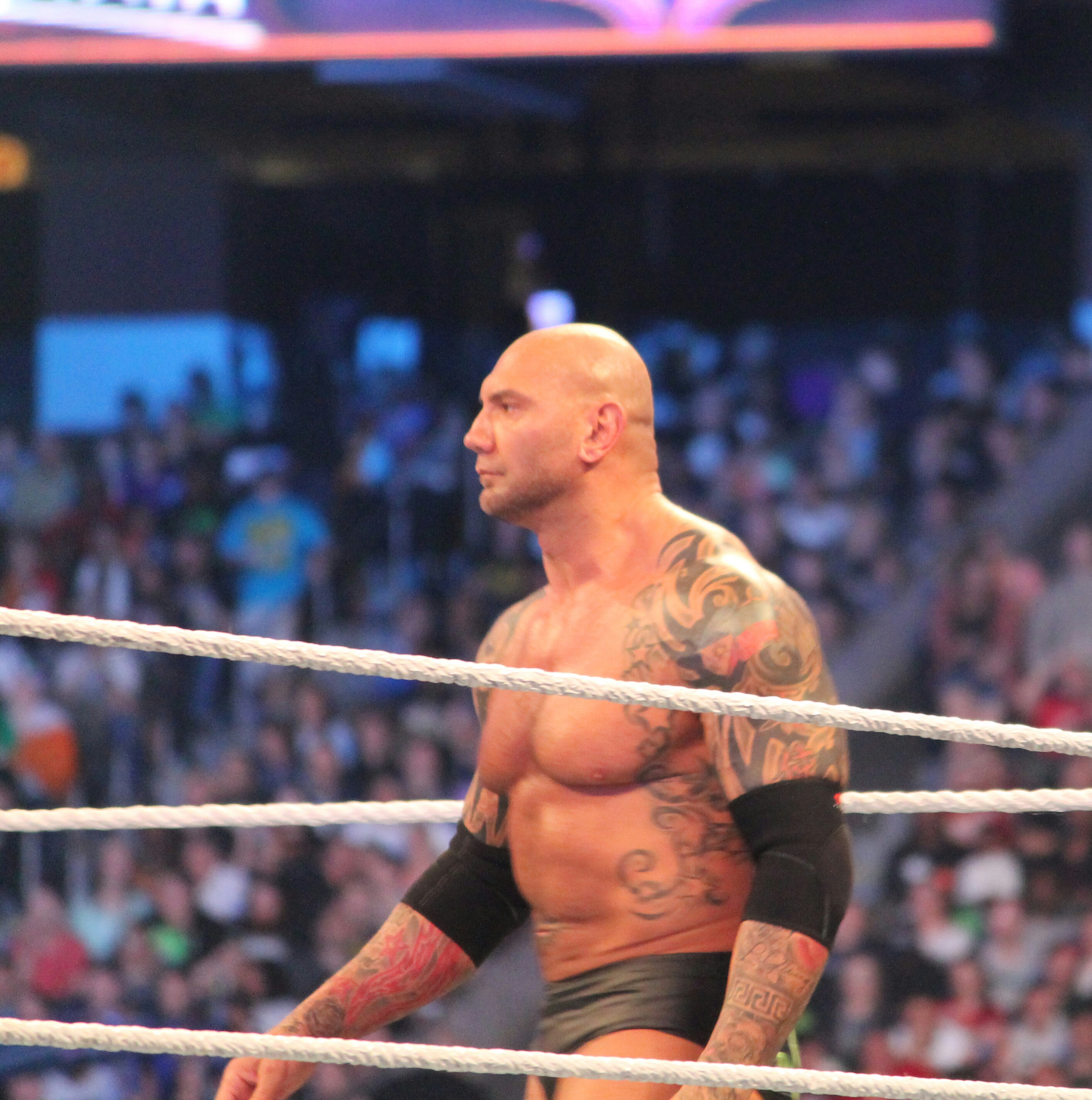
Batista nel 2014

Il 20 gennaio 2014 Batista ha fatto il suo ritorno in WWE dopo quasi quattro anni; quella stessa sera si è confrontato con l'allora WWE World Heavyweight Champion Randy Orton, suo ex compagno di squadra ai tempi dell'Evolution, promettendo di vincere il Royal Rumble match e di diventare campione mondiale a WrestleMania XXX. Il 26 gennaio, alla Royal Rumble, Batista ha vinto la rissa reale entrando con il numero 28 ed eliminando per ultimo Roman Reigns, diventando il quinto wrestler della storia a trionfare in due diversi Royal Rumble match; tuttavia il pubblico presente all'arena ha reagito negativamente alla sua vittoria, soprattutto perché era rimasto deluso dalla mancata partecipazione di Daniel Bryan. In un episodio del podcast Talk is Jericho di Chris Jericho, pubblicato il 27 agosto 2014, Batista ha tenuto un'intervista fuori dal personaggio (legit), dichiarando di aver pensato fin da subito che un suo ritorno in WW] come babyface sarebbe stata una cattiva idea visto quanto il pubblico era coinvolto nello Yes! Movement di Bryan.
Nella puntata di Raw del 3 febbraio 2014 Batista è stato attaccato alle spalle da Alberto Del Rio, con cui aveva avuto un'accesa discussione su Twitter prima di tornare in WWE; The Animal si è vendicato la settimana successiva, eseguendo su Del Rio una Powerbomb attraverso il tavolo dei commentatori. Il 23 febbraio, ad Elimination Chamber, ha sconfitto Del Rio in otto minuti ma è stato ancora una volta contestato dal pubblico presente all'arena.
Nella puntata di SmackDown del 28 febbraio 2014 Batista ha tenuto un promo da heel ad inizio show, dicendo di non essere tornato in WWE per essere amato dai fan e criticando i wrestler di nuova generazione per essersi imborghesiti nel corso degli anni; la sera stessa ha sconfitto Dolph Ziggler. Nel frattempo, dopo che Randy Orton aveva mantenuto il WWE World Heavyweight Championship ad Elimination Chamber, il main-event di WrestleMania XXX avrebbe dovuto essere tra Batista e Orton; tuttavia Daniel Bryan è stato aggiunto al match dopo aver sconfitto Triple H nell'incontro di apertura dello show. Il match per il titolo è quindi diventato un Triple Threat match ed è stato vinto proprio da Bryan, che ha sottomesso Batista alla sua Yes! Lock ed è diventato campione mondiale per la terza volta in carriera. La sera dopo, a Raw, Batista ed Orton hanno collaborato per affrontare gli Usos in un Tag Team match valido per i WWE Tag Team Championship, ma l'incontro è terminato in no-contest poiché entrambe le coppie sono state contate fuori dal ring. La stessa sera i due, insieme a Kane, hanno attaccato Daniel Bryan, il quale avrebbe dovuto difendere il WWE World Heavyweight Championship contro Triple H, ma sono stati fermati dallo Shield, il quale ha permesso a Bryan di mantenere il titolo per squalifica. La settimana successiva Batista, Randy Orton e Triple H hanno riformato l'Evolution dopo nove anni e sono saliti sul ring per attaccare lo Shield al termine di un 11-on-3 Handicap match. Il 4 maggio, ad Extreme Rules, l'Evolution è stata sconfitta dallo Shield in un 6-Men Tag Team Elimination match. La cosa si è ripetuta anche il 1º giugno, a Payback.
Nella puntata di Raw del 2 giugno 2014 Batista ha deciso di lasciare la WWE dopo che Triple H gli ha negato un match per il WWE World Heavyweight Championship; ciò si è reso necessario per permettere a Batista di promuovere il film I Guardiani della Galassia, con uscita prevista per il 1º agosto. Tuttavia, secondo un report riguardo al suo abbandono, Batista aveva effettivamente lasciato la federazione a causa di divergenze creative con la dirigenza. La sua ultima apparizione in WWE è avvenuta il 12 giugno, ad un house show di NXT, in cui ha attaccato Bo Dallas con una Spinebuster.

#### Faida con Triple H e ritiro (2018-2019)
Il 16 ottobre 2018 Batista è apparso dopo più di quattro anni in uno show della WWE, al fianco dei vecchi compagni dell'Evolution, per festeggiare la millesima puntata di SmackDown. Ha poi tenuto un promo elogiando i suoi compagni, ma ha poi sottolineato il fatto che Triple H non era mai riuscito a batterlo in carriera.
Nella puntata di Raw del 25 febbraio 2019, durante i festeggiamenti per il 70º compleanno di Ric Flair, Batista ha attaccato quest'ultimo nel backstage, effettuando un turn heel, e ha chiesto a Triple H se fosse finalmente riuscito ad ottenere la sua attenzione. La settimana successiva i due si sono sfidati ad un No-Holds Barred match a WrestleMania 35 con in palio la carriera di Triple H. Batista è stato sconfitto e l'8 aprile ha annunciato il suo ritiro dal wrestling lottato.

## Arti marziali miste

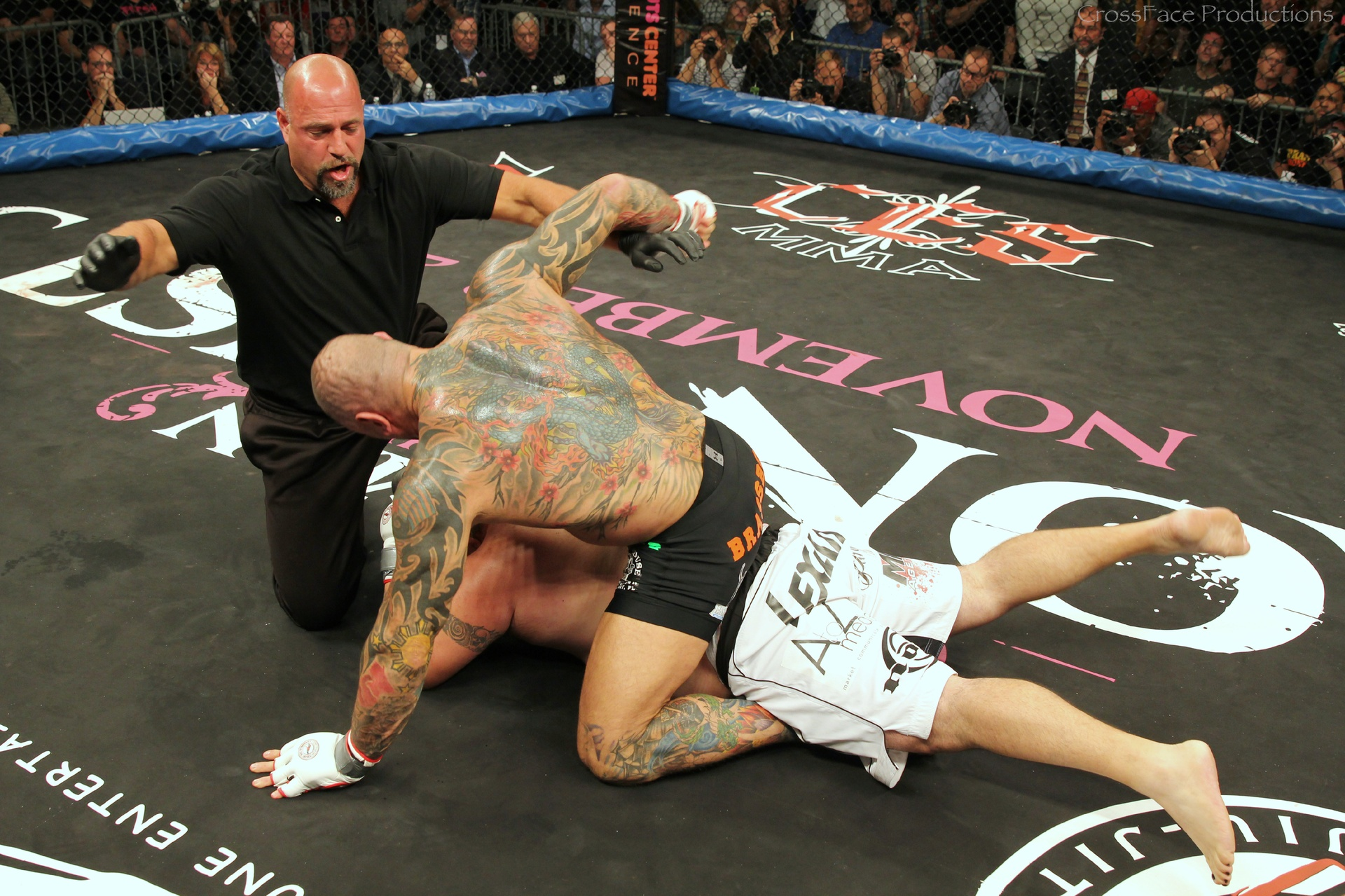
Dave Batista nel 2012

Dopo aver lasciato la WWE nel giugno del 2010, ha tentato più volte di entrare nel mondo delle arti marziali miste, andando anche vicino a ottenere un contratto con la Strikeforce. Nella primavera del 2011 era riuscito a trovare un accordo con la federazione con sede a San José, ma la cessione alla Ultimate Fighting Championship ha fatto saltare l'affare.
Il 6 ottobre 2012, ha esordito nelle MMA, a un evento organizzato dalla Classic Entertainment & Sports, sconfiggendo per KO tecnico l'italo-americano Vince Lucero al primo round.
| Risultato | Record | Avversario   | Metodo             | Evento             | Data           | Round | Tempo | Città                    | Note |
| --------- | ------ | ------------ | ------------------ | ------------------ | -------------- | ----- | ----- | ------------------------ | ---- |
| Vittoria  | 1-0    | Vince Lucero | KO tecnico (pugni) | CES MMA: Real Pain | 6 ottobre 2012 | 1     | 4:05  | Providence, Rhode Island |      |

## Accuse di doping
Nell'agosto del 2007 è stato inserito tra i lottatori passibili di sospensione da parte dalla WWE poiché ritenuto cliente della Signature Pharmacy, società farmaceutica di Orlando accusata di aver venduto medicinali senza regolare ricetta. Con un comunicato sul proprio sito ufficiale, Batista ha negato qualunque coinvolgimento nella vicenda dicendo inoltre di essere sempre risultato negativo ai test anti-doping della WWE.

## Personaggio

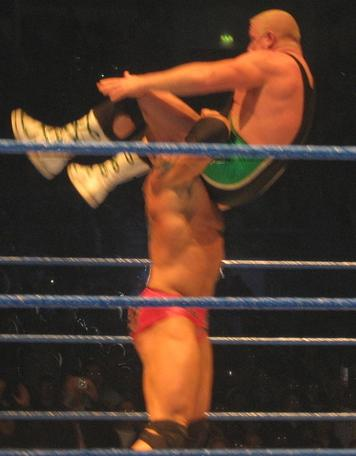
Batista mentre esegue la Batista Bomb su Fit Finlay

### Mosse finali
- Batista Bomb (Sitout powerbomb)
- Batista Bite (Crossface scissored armbar) – 2010

### Soprannomi
- "The Animal"
- "The Beast Unleashed"
- "The Altered Beast"

## Titoli e riconoscimenti
- Ohio Valley Wrestling
  - OVW Heavyweight Championship (1)
- Pro Wrestling Illustrated

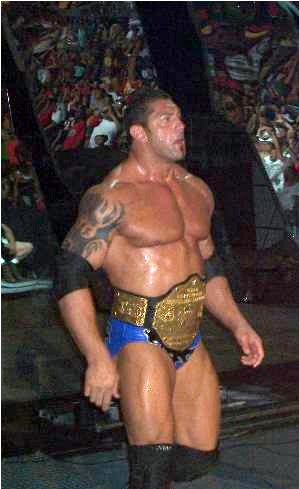
Batista con il World Heavyweight Championship, titolo che ha detenuto per quattro volte in carriera

  - Most Improved Wrestler of the Year (2005)
  - Wrestler of the Year (2005)
  - 1º tra i 500 migliori wrestler singoli nella PWI 500 (2005)
- WWE
  - World Heavyweight Championship (4)
  - World Tag Team Championship (3) – con John Cena (1) e Ric Flair (2)
  - WWE Championship (2)
  - WWE Tag Team Championship (1) – con Rey Mysterio
  - Royal Rumble (edizione 2005 e 2014)
- World Xtreme Wrestling
  - WXW Hall of Fame (2013)
- Wrestling Observer Newsletter
  - Feud of the Year (2005) - vs. Triple H
  - Feud of the Year (2007) - vs. The Undertaker
  - Most Overrated (2006)

## Filmografia

### Cinema
- Relative Strangers - Aiuto! sono arrivati i miei (Relative Strangers), regia di Greg Glienna (2006) - cameo non accreditato
- My Son, My Son, What Have Ye Done, regia di Werner Herzog (2009)
- Wrong Side of Town, regia di David DeFalco (2010)
- Accusato speciale (House of the Rising Sun), regia di Brian A. Miller (2011)
- Il Re Scorpione 3 - La battaglia finale (The Scorpion King 3: Battle for Redemption), regia di Roel Reiné (2012)
- L'uomo con i pugni di ferro (The Man with Iron Fist), regia di RZA (2012)
- Riddick, regia di David Twohy (2013)
- Guardiani della Galassia (Guardians of the Galaxy), regia di James Gunn (2014)
- L.A. Slasher, regia di Martin Owen (2015)
- Bus 657 (Heist), regia di Scott Mann (2015)
- Spectre, regia di Sam Mendes (2015)
- I predoni (Marauders), regia di Steven C. Miller (2016)
- The Boss, regia di Ben Falcone (2016)
- Enter the Warriors Gate, regia di Matthias Hoene (2016)
- Kickboxer - La vendetta del guerriero (Kickboxer: Vengeance), regia di John Stockwell (2016)
- Bushwick, regia di Jonathan Milott, Cary Murnion (2017)
- Guardiani della Galassia Vol. 2 (Guardians of the Galaxy Vol. 2), regia di James Gunn (2017)
- Blade Runner 2049, regia di Denis Villeneuve (2017)
- Avengers: Infinity War, regia di Anthony e Joe Russo (2018)
- Hotel Artemis, regia di Drew Pearce (2018)
- Escape Plan 2 - Ritorno all'inferno (Escape Plan 2: Hades), regia di Steven C. Miller (2018)
- Final Score, regia di Scott Mann (2018)
- Master Z: Ip Man Legacy, regia di Yuen Wo Ping (2018)
- Avengers: Endgame, regia di Anthony e Joe Russo (2019)
- Stuber - Autista d'assalto (Stuber), regia di Michael Dowse (2019)
- Escape Plan 3 - L'ultima sfida (Escape Plan: The Extractors), regia di John Herzfeld (2019)
- My Spy, regia di Peter Segal (2020)
- Army of the Dead, regia di Zack Snyder (2021)
- Dune, regia di Denis Villeneuve (2021)
- Thor: Love and Thunder, regia di Taika Waititi (2022)
- Glass Onion: Knives Out (Glass Onion: A Knives Out Mystery), regia di Rian Johnson (2022)
- Bussano alla porta (Knock at the Cabin), regia di M. Night Shyamalan (2023)
- Guardiani della Galassia Vol. 3 (Guardians of the Galaxy Vol. 3), regia di James Gunn (2023)
- Dune - Parte due (Dune: Part Two), regia di Denis Villeneuve (2024)
- My Spy - La città eterna (My Spy: The Eternal City), regia di Peter Segal (2024)
- The Killer's Game, regia di J.J. Perry (2024)
- The Last Showgirl, regia di Gia Coppola (2024)
- In the Lost Lands, regia di Paul W. S. Anderson (2025)
- Una pallottola spuntata (The Naked Gun), regia di Akiva Schaffer (2025) - cameo non accreditato

### Televisione
- Smallville - serie TV, episodio 6x08 (2006)
- Chuck - serie TV, episodio 4x05 (2010)
- What We Do in the Shadows - serie TV, episodio 1x07 (2019)
- Room 104 - serie TV, episodio 4x03 (2020)
- See – serie TV, 8 episodi (2021)
- Guardiani della Galassia Holiday Special (The Guardians of the Galaxy Holiday Special) - regia di James Gunn, TV special (2022)

### Doppiatore
- Gears 5 - videogioco (2019)[79]
- Il ragazzo e l'airone (Kimi-tachi wa dō ikiru ka), regia di Hayao Miyazaki (2023)[80] - versione in lingua inglese

## Doppiatori italiani
Nelle versioni in italiano delle opere in cui ha recitato, Dave Bautista è stato doppiato da:
- Nino Prester in Guardiani della Galassia, Guardiani della Galassia Vol. 2, Avengers: Infinity War, Avengers: Endgame, Army of the Dead, Thor: Love and Thunder, Guardiani della Galassia Holiday Special, Guardiani della Galassia Vol. 3
- Alberto Angrisano in My Spy, Glass Onion: Knives Out, My Spy - La città eterna, The Killer's Game, The Last Showgirl, Una pallottola spuntata
- Roberto Draghetti ne Il Re Scorpione 3 - La battaglia finale, L'uomo con i pugni di ferro, I predoni, Hotel Artemis
- Dario Oppido in Bushwick, Final Score, Dune, Dune - Parte due
- Simone Mori in Blade Runner 2049, Stuber - Autista d'assalto, What We Do in the Shadows, See
- Alessandro Messina in Riddick, Spectre, Room 104
- Enrico Maggi in Escape Plan 2 - Ritorno all'inferno, Escape Plan 3 - L'ultima sfida
- Michele D'Anca in Smallville
- Paolo Buglioni in Bus 657
- Natale Ciravolo in Kickboxer - La vendetta del guerriero
- Massimiliano Lotti in Master Z: Ip Man Legacy
- Fabrizio Pucci in Bussano alla porta